# Municipio VII (2001-2013)
 (décembre 2023).
Si vous disposez d'ouvrages ou d'articles de référence ou si vous connaissez des sites web de qualité traitant du thème abordé ici, merci de compléter l'article en donnant les références utiles à sa vérifiabilité et en les liant à la section « Notes et références ».
Pour l’article homonyme, voir Municipio VII (2013).

Localisation de l'ancien Municipio VII sur la carte administrative de Rome avant 2013.

Le  Municipio VII, dit Centocelle, est une ancienne subdivision administrative de Rome située à l'est du centre de la ville.

## Historique
En mars 2013, il est fusionné avec l'ancien Municipio VI pour former le nouveau Municipio V.

## Subdivisions
Il était composé des quartiers de : 
- Tuscolano,
- Prenestino-Centocelle,
- Collatino,
- Alessandrino,
- Don Bosco,

et des zones de :
- La Rustica,
- Tor Cervara,
- Tor Sapienza,
- Torre Spaccata.

Il était également divisé en huit zones urbanistiques :
- 7a - Centocelle
- 7b - Alessandrina
- 7c - Tor Sapienza
- 7d - La Rustica
- 7e - Tor Tre Teste
- 7f - Casetta Mistica
- 7g - C.dir.le Centocelle
- 7h - Omo